# Gaetano Badalamenti
Gaetano Badalamenti (14 de septiembre de 1923 – 29 de abril de 2004) fue un poderoso miembro de la mafia siciliana. Don Tano Badalamenti fue el jefe mafioso de su ciudad natal Chínisi, en Sicilia, y líder de la Comisión en los años 70. En 1987 fue condenado en los Estados Unidos a 45 años de prisión por ser uno de los líderes de la llamada Pizza Connection, un entramado dedicado al tráfico de drogas de 1650 millones de dólares en el que se usaban pizzerías como puntos para la distribución de heroína entre 1975 y 1984.
Tano Badalamenti siempre fue un mafioso al viejo estilo, fiel a la regla de la omertà. Nunca admitió pertenecer a la Cosa Nostra, pero nunca lo negó tampoco. En un momento dijo durante los interrogatorios por parte del FBI: "Si diera respuestas me dañaría a mí mismo en Italia". A pesar de sus 45 años de prisión en Estados Unidos nunca llegó a ser un pentito. Badalamenti imponía respeto. Se le describe como "el tipo de persona que, cuando le miras, sabes que esconde más de lo que muestra".[cita requerida]

## Sus primeros años
Tano Badalamenti fue el menor de una familia con cinco niños y cuatro niñas. Su familia poseía una granja lechera en Cinisi. Tenía una mínima formación escolar, habiendo asistido a la escuela solo durante cuatro años, antes de que se pusiera a trabajar como bracero a la edad de diez años. Reclutado por el ejército italiano en 1941, desertó antes de que los aliados invadieran Sicilia en julio de 1943. Su hermano mayor Emanuele Badalamenti emigró a los Estados Unidos y regentó un supermercado y una gasolinera en Monroe, Míchigan.  En 1946, Gaetano recibió una notificación en una orden de arresto por cargos de conspiración y secuestro. En 1947 también fue acusado de asesinato, y buscó refugio junto a su hermano Emanuele en los EE. UU. Badalamenti fue detenido en 1950 y deportado a Italia. Se casó con Teresa Vitale (su hermana estaba casada con Filippo Rimi, capomafia de Alcamo) y estableció un negocio familiar como productor de limones. Sus causas judiciales se resolvieron todas por falta de pruebas.
Badalamenti creó un beneficioso negocio con el suministro de materiales para la construcción del Aeropuerto de Palermo-Punta Raisi, establecido en la esfera de influencia de la familia de Cinisi. En la década de 1960 sobornó con éxito a funcionarios para que el aeropuerto fuese construido cerca de su ciudad natal, a pesar de su inconveniente situación geográfica, y con el fin de permitir un mejor control en la exportación de la droga a Estados Unidos. La construcción necesitaba grandes cantidades de roca y grava, que estaban disponibles en la propiedad de la familia. Sus dos empresas de construcción, una planta de hormigón y una flota de camiones proporcionaron empleo para la gente del pueblo y de paso enriqueció a Badalamenti.

## Capomafia de Cinisi
Badalamenti asumió el liderazgo de la mafia en Cinisi en 1963 después de que un coche bomba matara a Cesare Manzella en la Primera guerra de la mafia. La masacre de Ciaculli – cuando siete policías y militares enviados para desactivar un coche bomba destinado al mafioso Salvatore "Ciaschiteddu" Greco fueron asesinados –  cambió lo que hasta entonces había sido una guerra entre clanes de la mafia en una guerra contra la mafia. Ello llevó a que aparecieran los primeros indicios de lucha contra la mafia por parte del Estado. En un periodo de diez semanas 1.200 mafiosos fueron arrestados, muchos de los cuales se mantendrían fuera de circulación durante unos cinco-seis años. La Comisión fue disuelta.
Badalamenti tenía el control absoluto en Cinisi. "Parecía como si Badalamenti gozase de la estima de los carabineros, en presencia de los cuales estaba en calma, seguro, y con los que hablaba animadamente. Parecía que les hacía un favor haciendo que no sucediese nada, dando seguridad y calma a la ciudadanía de Cinisi." [...] "A menudo podía ver caminar a Badalamenti junto a sus guardaspaldas. No se puede tener confianza en las instituciones cuando van de la mano con los mafiosos", según Giovanni Impastato – hermano del activista antimafia asesinado Giuseppe Impastato – en su declaración ante la Comisión Antimafia.

## Tráfico de heroína
Gaetano Badalamenti se convertiría en uno de los traficantes de heroína más importantes de la mafia siciliana. De 1975 a 1984, fue uno de los principales cabecillas de una operación de tráfico de heroína de 1,65 mil millones de dólares, conocida como Pizza Connection, que importaba heroína desde Oriente Medio y distribuía la droga a través de pizzerías del medio oeste estadounidense.
Ya en 1951, la policía estadounidense identificó un envío de 50 kilogramos de heroína a Badalamenti, que entonces vivía en Detroit como inmigrante ilegal. Sin embargo, en la década de 1950 el contrabando de cigarrillos extranjeros en Italia generaba más dinero. En 1953, Badalamenti fue detenido por contrabando de cigarrillos en Italia por primera vez. En 1957 fue capturado de nuevo con 3.000 kilogramos de cigarrillos fabricados en el extranjero.
La represión provocada por la masacre de Ciaculli interrumpió el tráfico de heroína siciliana a los Estados Unidos. Los mafiosos fueron perseguidos, arrestados y encarcelados. El control de dicho comercio cayó en manos de unos pocos fugitivos: los primos Salvatore "Ciaschiteddu" Greco y Salvatore Greco "l'ingegnere", Pietro Davì, Tommaso Buscetta y Gaetano Badalamenti.
Después de 1975, Badalamenti unió sus fuerzas con Salvatore Catalano, perteneciente a la facción siciliana de la familia criminal Bonanno de Nueva York y estuvo involucrado en la Pizza Connection, donde la mafia ganó millones con el contrabando de heroína y cocaína a los EE. UU. usando pizzerías como puntos de distribución. Cuando el FBI empezó a actuar en 1984, Badalamenti huyó a España, pero fue arrestado en Madrid.
En 1985, Badalamenti y otros involucrados en el caso fueron acusados de tráfico ilegal de narcóticos, conspiración en contra de la ley RICO y lavado de dinero. Los fiscales también afirmaban que eran responsables de varios asesinatos en EE. UU. y Sicilia.  El juicio de Badalamenti y sus aliados duró 17 meses. Durante el proceso Badalamenti y Catalano testificaron uno en contra del otro.  El 22 de junio de 1987 Badalamenti fue condenado solo por lavado de dinero, pero fue condenado a 45 años de prisión y a multas de 125.000 dólares. Solo su hijo Vito Badalamenti fue puesto en libertad.
En los años noventa, Gaetano Badalamenti rechazó volver a Italia para rebatir a Tommaso Buscetta, pero lo atacó públicamente negando la veracidad de las declaraciones del pentito.

## En la Comisión
En 1970, la Comisión fue restablecida. Se componía de diez miembros, pero inicialmente fue gobernada por un triunvirato formado por Gaetano Badalamenti, Stefano Bontate y el jefe de los corleonesi, Luciano Leggio, a pesar de que era Salvatore Riina quien en realidad representaba a los corleonesi. Una de las primeras cuestiones a las que había que hacer frente fue una oferta del príncipe Junio Valerio Borghese quien pidió apoyo para sus planes en un golpe de Estado neofascista, a cambio de un indulto a mafiosos condenados como Vincenzo Rimi y Luciano Leggio. Giuseppe Calderone y Di Cristina fueron a visitar a Borghese en Roma. Badalamenti se opuso al plan. Finalmente el programado golpe fracasó la noche del 8 de diciembre de 1970.
En 1974, la Comisión en pleno se reconstituyó bajo la dirección de Badalamenti. La Comisión estaba pensada para resolver las disputas y mantener la paz, pero Salvatore Riina, estaban conspirando en contra de los clanes de la ciudad de Palermo. En enero de 1978, el viejo y enfermo Salvatore "Ciaschiteddu" Greco viajó desde Venezuela para tratar de evitar que Gaetano Badalamenti, Giuseppe Di Cristina y Salvatore Inzerillo tomasen represalias contra el creciente poder de los corleonesi. Di Cristina y Badalamenti querían matar a Francesco Madonia, jefe de la familia mafiosa de Vallelunga y aliado de los corleonesi en la provincia de Caltanissetta. Greco trató de convencerlos para que desistieran y ofreció a Di Cristina emigrar a Venezuela. Sin embargo, Badalamenti y Cristina Di decidieron seguir adelante y el 8 de abril de 1978 Francesco Madonia fue asesinado.
Como respuesta, Di Cristina fue asesinado en mayo de 1978 por los corleonesi. El siguiente fue Giuseppe Calderone, quien fue asesinado el 8 de septiembre de 1978. A finales de 1978, Gaetano Badalamenti fue expulsado de la Comisión y Michele Greco lo reemplazó. Esto marcó el final de un período de relativa paz y significó un cambio importante en la propia mafia. Tano Badalamenti también fue sustituido como jefe de la familia mafiosa de Cinisi por su primo Antonio Badalamenti. Se trasladó a Brasil a través de España y se instaló en São Paulo.

## Contactos políticos
La Corte Suprema de Italia, la Corte di Cassazione, sentenció en octubre de 2004 que Giulio Andreotti tenía "vínculos amistosos directos" con los hombres más importantes de la llamada ala moderada de la Cosa Nostra, Stefano Bontate y Gaetano Badalamenti, favorecidos por la conexión entre éstos y Salvo Lima a través de los primos Salvo.
Según los jueces de instrucción, Andreotti también encargó a la mafia que asesinara al periodista Mino Pecorelli, jefe de redacción de la revista Osservatorio Político (OP). El asesinato tuvo lugar el 20 de marzo de 1979. Andreotti temía a Pecorelli porque estaba a punto de publicar información que podría haber destruido su carrera política, en particular, la financiación ilegal del Partido Demócrata Cristiano y secretos sobre el secuestro y asesinato de Aldo Moro por las Brigadas Rojas.
El pentito Tommaso Buscetta  declaró que Gaetano Badalamenti le dijo que habían sido los primos Salvo quienes habían encargado el asesinato a la mafia como un favor a Andreotti. En 1999, el Tribunal de Perugia absolvió a Andreotti, a su mano derecha Claudio Vitalone (un exministro de Comercio Exterior), a Badalamenti y a Giuseppe Calò,  así como a los presuntos asesinos Massimo Carminati, uno de los fundadores del grupo de extrema derecha Nuclei Armati Rivoluzionari (NAR), y a Michelangelo La Barbera. El 17 de noviembre de 2002, el Tribunal de Apelación revocó la absolución de Badalamenti y Andreotti. Fueron condenados a 24 años de prisión por ordenar el asesinato de Pecorelli. Sin embargo, la Corte Suprema las volvió a anular el 30 de octubre de 2003.
En abril de 2002, un tribunal italiano le condenó por el asesinato de 1978 del activista radiofónico Giuseppe Impastato y lo condenó a cadena perpetua. Impastato utilizó el humor y la sátira como arma contra la mafia. En su popular programa de radio todos los días, Onda pazza, se burlaba de políticos y mafiosos por igual. Diariamente denunciaba los crímenes y tratos de mafiosos en Mafiopoli (Cinisi) y las actividades de Tano seduto (Tano sentado), un seudónimo de Don Tano Badalamenti, el capomafia de Cinisi.

## Muerte
Don Tano Badalamenti murió de un ataque al corazón a la edad de 80 años en el hospital Devens Federal Medical Center, en Ayer, Massachusetts, el 29 de abril de 2004. Ralph Blumenthal, un reportero del New York Times, describe a Badalamenti como "un manipulador que haría cualquier cosa para recuperar el liderazgo de la mafia siciliana" en su libro de 1988, Los últimos días de los sicilianos. Shana Alexander lo describe como "un hombre de dudosa dignidad" en su libro "The Pizza Connection" publicado el mismo año.
Tres años después de su muerte se cerró el procedimiento iniciado en 1982 para la confiscación de sus bienes, traspasados totalmente al Estado.

## Hijos
- Leonardo Badalamenti: El hijo de Gaetano Badalamenti, Leonardo, fue arrestado junto a 16 personas el 22 de mayo de 2009 en São Paulo en el curso de la Operazione centopassi de los carabineros del "Raggruppamento Operativo Speciale" (ROS) por asociación mafiosa, corrupción y fraude. Se le han incautado bienes por valor de 5 millones de euros. En sus actividades delictivas, han llegado a manejar títulos de deuda y han intentado defraudar a algunos bancos[21] como Lehman Brothers, y HSBC.[22]
En junio de 2009, Leonardo Badalamenti fue puesto en libertad por el Tribunal de Revisión de Palermo,[23] pero la Corte Suprema di Cassazione anuló su liberación en febrero de 2010, ordenando de nuevo la detención del hijo del jefe, dado a la fuga y convertido en fugitivo desde tal fecha.[24]

- Vito Badalamenti: condenado a 6 años de prisión por asociación mafiosa, ha sido incluido en la lista de los fugitivos más buscados en Italia.

### Desarrollos relacionados
- The Politics of Heroin in Southeast Asia. CIA complicity in the global drug trade
- Barry & 'the Boys' : The CIA, the Mob and America's Secret History

### Listas relacionadas
- Anexo:Bibliografía sobre la CIA